# パーリア国家
パーリア国家（パーリアこっか、パライア国家とも。英語: Pariah state [pəˈraɪə -]）とは、国際社会から疎外されている国家を指す言葉。国際的孤立や制裁、もしくはその国家の政策や行動、場合によっては存在自体が好ましくないと考える他国による侵攻などによって生まれる。

## 背景
数世紀前までは、疎外された国家の線引きは、宗教的視点などから比較的明確であった。例えば1648年のヴェストファーレン条約以降19世紀まで、オスマン帝国は宗教的な理由で「ヨーロッパ諸国」から除外されるようになった。しかし最近では、パーリア国家というものの基準や意味合い、またパーリア国家を判別する権威の存在などについて多くの疑義が呈されている。例えば、ナイジェリアの学者オラウェール・ラワルは次のように述べている。 
パーリア国家の問題には実に多くの包み隠されぬ疑問がある。例えば誰がパーリア国家を判定するのか、国家がいかにパーリア国家になっていくのか・・・。これは、一地域において疎外されている国が、他の国との間では外交関係や友好関係を持っている、ということに誰かが気づいたとき、より深刻な問題となる。
ある説では、パーリア国家を判定するのは近隣周辺諸国であるとする。また別の説では、国際連合のような国際組織の権威によるとするもの、また特定の国々が合意の上でパーリア国家という言葉を宣告できるとするものもある。

## 語源
「パーリア」という言葉は、インドのタミル・ナードゥ州に住むパライヤールと呼ばれる集団に由来する。カースト制度下では、パライヤールは最下級の身分であり、インドを支配したイギリス帝国の当局からは「アウトカースト」と呼ばれた。1613年に英語文献で用いられて以降、パーリアという言葉はアウトカースト、「疎外された者」を意味するものとして広まった。

## 定義
パーリア国家とは、単純に言えば「疎外された国家」である。この概念自体は、国際関係学上でも歴史学上でも新しいものではない。しかしラワルが指摘した「パーリアという称号の根拠」が論じられるようになったのは最近である。パーリア国家の定義には、より学術的なものも含めて様々な定義が提唱されている。それらは大きく二種類に大別できる。一つは客観的にその国の何かが欠如している、もしくは不利な状況に立たされているという部分に注目するもの。もう一つは、その国がパーリア国家と呼ぶに「値する」異常な態度をとっているとして他の国々が行う政治的正当化に注目するものである。
最初の定義は、イアン・ベラニーが「十分なソフトパワーが欠如している国家」と言い換えている。類例として、The Penguin Dictionary of International Relationsはパーリア国家を「国際関係上、その政治システム上の特徴、イデオロギー的な姿勢、指導者や常日頃の行動により、外交的な孤立や世界的な道徳的不名誉を被っている国家や行為者」と定義している。これらの定義はいずれも、いかなる政治システム、イデオロギー的な姿勢、指導者や常日頃の行動が、他の国からパーリア国家と呼ばれる原因となるのか具体的に言及していない。
二つ目の定義は、アリ・Ｂ・ヴァイスが「国際的な基準を乱した国家」と言い換えている。類例としては、ロバート・ハーカヴィーが「パーリア国家は、その行動が国際的な行動基準の一線を越えていると見なされた国である」としている。デオン・ゲルデンヒュイスはさらに踏み込んで、「パーリア（もしくはアウトカースト）国家は、その国内外における行動が、国際社会もしくは少なくとも重要な国々の集団から厳しい反対を受けている国である」というより具体的な定義を提唱している。
マイケル・Ｐ・マークスはさらに定義を練り上げ、パーリア国家とは「挑発的な政策あるいは領土野心を抱いた拡張主義政策をとり、周辺国との外交関係が欠如しているか、もし核兵器を獲得したなら他の国に害を及ぼすであろう国家」としている。

## パーリア国家を宣告する基準
2014年8月までは、ある国がパーリア国家であると宣告する国際的にコンセンサスの取れた基準も、実際にパーリア国家であるという合意がとられた国家もなかった。基準については、前節で述べたような仮説が以前から提起されていた。例えば、ハーカヴィーやマークスはその国の国際的行動をパーリア国家認定の根拠とする説を提示していた。特にマークスは、核兵器問題を自説組み込んだ。一方でヴァイスは、「国際的に承認されない挑発的な存在ぶり」を基準に加えた。これに対して、ベラニーはただソフトパワーの欠如のみを基準に挙げ、Penguin Dictionary of International Relationsはそれに「外交的な孤立と世界的な道徳的不名誉」を加えている。

### 主観的な認定
国家や組織、場合によっては個人が、ある国にパーリア国家のレッテルを貼る行為については、国際的にそれを妨げるような取り決めや基準は存在しない。例えば政治コメンテーターで活動家のノーム・チョムスキーは、2003年と2014年の2回にわたり、アメリカ合衆国がパーリア国家になったと述べた。いずれも、ギャラップ調査で全世界のわずか10パーセントの人々がアメリカのイラクに対する戦争を支持し、24パーセントにのぼる人々がアメリカを国際平和に対する最大の脅威とみなしている、という結果が出たのを受けた発言だった。ただこのように世論調査の結果をパーリア国家の基準とする方法は、学術界や、国際的な権力組織やNGOなどが提唱しているような客観的基準には含まれていない。彼らはゲルデンヒュイスが提示した一学説に食って掛かっている。というのもゲルデンヒュイス説をとると、世界の大国の大部分は孤立させられたり政治的・経済的に打撃を受けたりすることがないゆえにパーリア国家となり得ず、個人や国際政治組織によるパーリア国家宣告が国際的標準になってしまうからであるという。
国家レベルでも、対象国の利権や価値を標的として、主観的にパーリア国家を宣告する事態が起きている。宣告側の国が十分に強大であれば、その国の圧力により国際的な合意が形成され、客観的にも認められる「疎外」が成立し得る。ラワルは一例として、アメリカがフィデル・カストロ政権下のキューバに対し、一方的な外交策にでるのではなく、西側諸国への影響力を使ってキューバをパーリア国家扱いしたことを挙げている。この宣告に、客観的な基準は必要なかった。ラワルは、アメリカ・キューバ間問題はイデオロギー対立というより地理学的なものであるとしている。というのも、アメリカにとってキューバはソビエト連邦以上の政治的勢力ではなかったのに、ソビエト連邦がアメリカ沿岸からわずか99マイル（159キロメートル）の距離に核ミサイル基地を設置したことが危機の発端となったからである。

### 客観的な認定
パーリア国家を客観的に認定するべく、様々な案が提示されている。ラワルは、パーリア国家を認定するためによく使われる基準を4つのカテゴリー（以下の１から４）にまとめている。またゲルデンヒュイスは、2つカテゴリーを加え（以下の５，６）、計6つのカテゴリーに分類している。
1. 既存の条約に反する大量破壊兵器を所持あるいは使用している国家。
2. テロリズムを支援している国家。
3. 民主主義体制でない国家。
4. 人権侵害の記録がある国家。[5]
5. 国内外で過激なイデオロギーを推進している（革命輸出）。
6. 国外に対する軍事的侵略を行っている。[10]

以上、パーリア国家の客観的基準となりうる6カテゴリーに加え、ゲルデンヒュイスは第7のカテゴリー、「すなわち国際麻薬取引に加担している国家」も国際的に合意を得られるだろう、としている。
国際法も、客観的な基準となりうる。例えば、核拡散防止条約に違反した国家は大抵の場合制裁を受ける。特にアメリカは、その制裁の中に「パーリア国家宣告」も含めている。しかし現在の世界では、ほとんどの国において、国内法があらゆる国際組織の制定する法に優越すると考えられている。それゆえラワルは、国際法を基準とするのではまだ解決に至らないとしている。例えば核開発問題においては、国際的孤立に追い込まれることが逆説的にパーリア国家を後押しし、開発を加速させる傾向がある。2012年の時点で、パーリア国家を規定する国際法は存在しない。

## 一般的な特徴
ゲルデンヒュイスは、多くのパーリア国家に共通する4つの特徴を挙げている。それらは、その国をパーリア国家と認定する原因となりうるような反国際的行動とは無関係である。
まず1つ目に、パーリア国家は国家の確固たるアイデンティティが欠如している傾向がある。ゲルデンヒュイスは例としてイラクを挙げている。イラクは人工的な国境を持つ比較的若い国家である。サッダーム・フセイン率いるバアス党政権はイラク人が国家を形成すること自体を否定し、むしろイラクはより大きなアラブ国家の一部であると主張した。ただし、イラク国内のクルド人はアラブ人ではない。
2つ目の特徴として、パーリア国家は小国とは限らないものの、世界的に列強とみなされることは無い。ゲルデンヒュイスは、世界の列強は世界政治・世界経済において「事実上不可触」の存在であると述べている。それゆえ彼に言わせれば、中国は「人権侵害の記録がある」という定義にあたるにもかかわらず、パーリア国家とはみなされない。この第二の特徴については、上述のノーム・チョムスキーやジャーナリストのロバート・パリーらが異議を唱えている。二人はいずれも、自身の基準に照らしてアメリカをパーリア国家に認定している。
3つ目の特徴は、ゲルデンヒュイスによれば、パーリア国家は強迫観念を深める傾向があるというものである。上述の、制裁が核開発を加速させるという「後押し効果」（push effect）と同様に、この強迫観念がパーリア国家を代償の大きい野心的な軍事行動に駆り立てる可能性がある。
最後の特徴として、パーリア国家は既成の世界秩序への不満をためる傾向がある。それゆえパーリア国家は、世界の現状を覆そうと試みることがある。
以上の4つの特徴は、ゲルデンヒュイスが一般論として述べたものであり、すべてのパーリア国家に適用することを意図したものではないことに注意が必要である。